# أوسكار فوكس (لاعب كرة قدم)
أوسكار فوكس (بالإنجليزية: Oscar Fox)‏ (1921 في المملكة المتحدة - 15 يناير 1990) هو لاعب كرة قدم بريطاني (وحمل سابقاً جنسية المملكة المتحدة لبريطانيا العظمى وأيرلندا) في مركز نصف الجناح. لعب مع شيفيلد وينزداي ونادي مانسفيلد تاون.